# ويلفريد مكدونالد
ويلفريد مكدونالد هو لاعب هوكي الجليد ولاعب اللاكروس وسياسي كندي، ولد في 31 أكتوبر 1914 في كندا، وتوفي في 22 يوليو 1991. حزبياً، نشط في الحزب الليبرالي الكندي. وقد انتخب عضو مجلس العموم الكندي.

## روابط خارجية
- ويلفريد مكدونالد على موقع دوري الهوكي الوطني (الإنجليزية)
- ويلفريد مكدونالد على موقع EliteProspects.com (الإنجليزية)
- ويلفريد مكدونالد على موقع HockeyDB.com (الإنجليزية)
- ويلفريد مكدونالد على موقع Hockey-Reference.com (الإنجليزية)